# Плахов, Лавр Кузьмич
Лавр Кузьми́ч Пла́хов, Плохов (1810—1881) — русский живописец, литограф и фотограф, один из наиболее талантливых и видных представителей венециановской школы; жанрист, мастер художественной фотографии.

## Биография и учёба
Родился в семье обедневшего инженер-полковника.
По окончании уездного училища в Феодосии переехал в Санкт-Петербург, где работал по договору (заключённому на шесть лет) у литографа Карла Беггрова.
С 1829 года учился в Петербурге у Алексея Венецианова, который ради его обучения добился расторжения договора с Беггровым. В 1832 году Л. Плахов был зачислен посторонним учеником Академии в пейзажный класс Воробьёва.
Был выпущен из Академии со званием классного художника 1-й степени
В 1836—1842 гг. учился в Берлине и Дюссельдорфе, где работал под наблюдением Эдуарда Писториуса и Адольфа Шрёдтера.
По возвращении в Россию увлёкся фотографией, бросил рисовать и около 1849 года отправился по России, зарабатывая фотографией на жизнь.
Умер в нищете в возрасте 71 года.

## Творчество

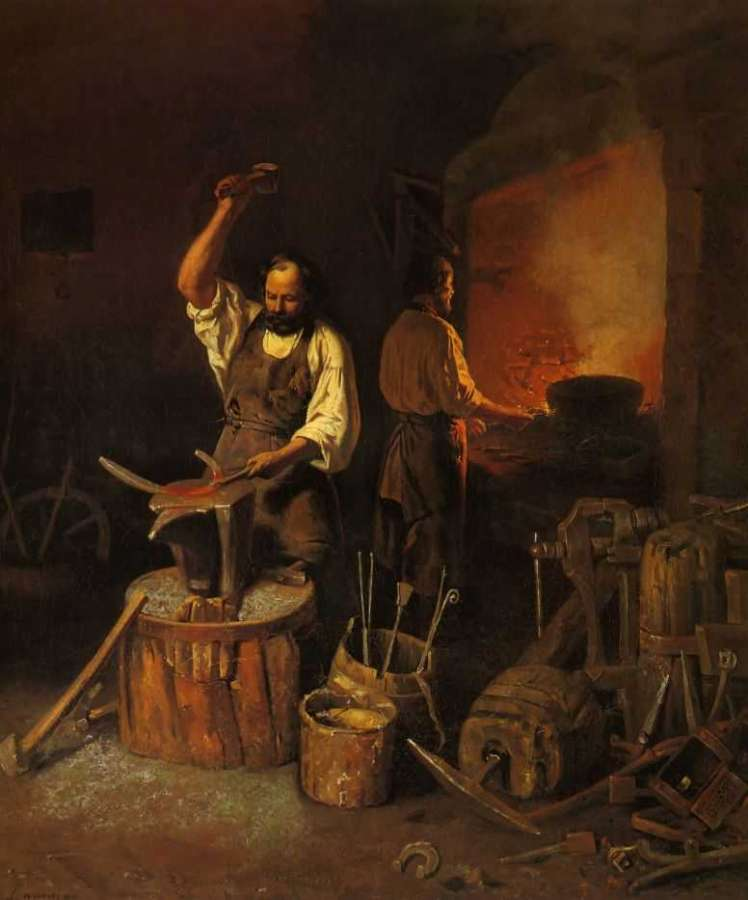
Кузница, 1845

К его лучшим произведениям можно отнести картины: «Пирушка водовозов» (1833; ГМИИ РТ, Казань), «Кучерская в Академии художеств», (1834), «Столярная мастерская» (1845, Третьяковская галерея, Москва), «Кузница» (1845, Русский музей).

Замысловатость и правда в сочинении, ловкость чертежа и письма, а всего более характер народности, заставляли угадывать в авторе талант решительный в роде живописи, обратившем внимание весьма не многих художников
 — так писал о Плахове конференц-секретарь Академии художеств В. И. Григорович, один из компетентнейших людей своего времени.
В его творчестве центральное место занимает пристальное внимание и уважение к людям труда, изображение их без облегчённости, без карикатурности или умиления.
В результате на его картины смотрели с недоумением и отвергали, оценивали его самого как неразумного и строптивого ребёнка, ругали.
Так, один из обозревателей выставки 1833 года Н. Лобанов, хваля Плахова, рекомендовал ему темы картин, к которым благосклонно относится Академия художеств — официальный законодатель норм и тем в русском искусстве XIX века:

Господин Плахов, избрав простой быт и перспективу, кажется нашёл истинную свою дорогу… А избрать нравы и домашний быт русского народа, значит найти неисчерпаемую руду драгоценного металла; тут крестины, сговоры, посиделки, святки, масленница, пляски, качели, жатва, сенокосы, хороводы и прочее, и прочее — дадут на всю жизнь — и трудов, и выгод, и славы
Аполлон Мокрицкий, вспоминая Плахова, изображает его чудаком, безалаберным до странности и недалёким. Даже хваля коллегу, он рисует образ крайне легкомысленного человека, в «высшей степени даровитого», «с посредственным образованием», и растратившего свой талант.
Пытаясь внять советам критики, художник стал браться за чуждые ему темы, но идиллические картины получались плохо, неискренне и неумело.

## Галерея

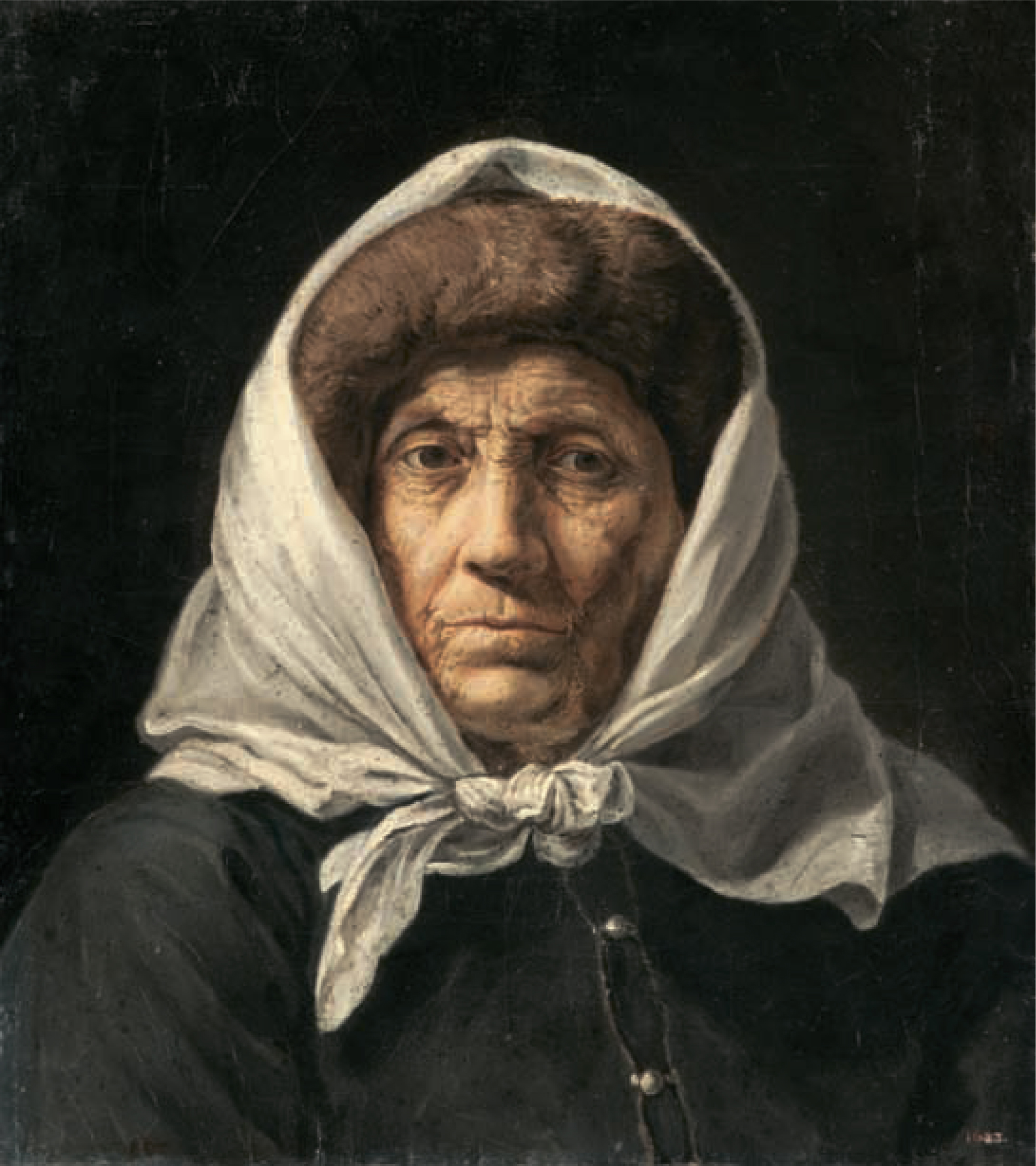
Старуха, первая половина 1830-х, Государственный Русский музей
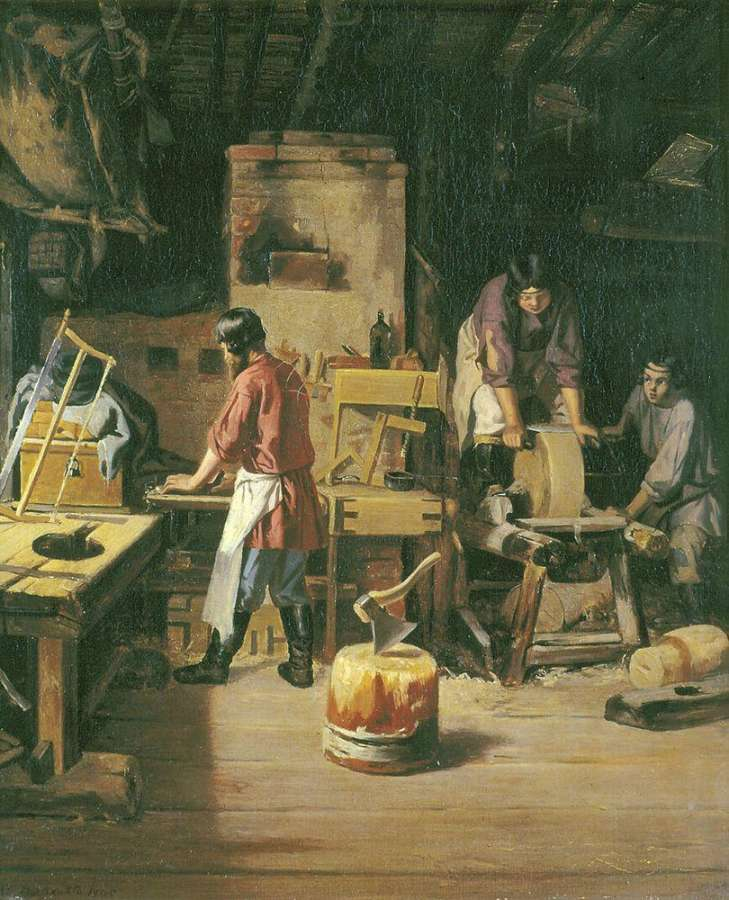
В столярной мастерской, 1845.
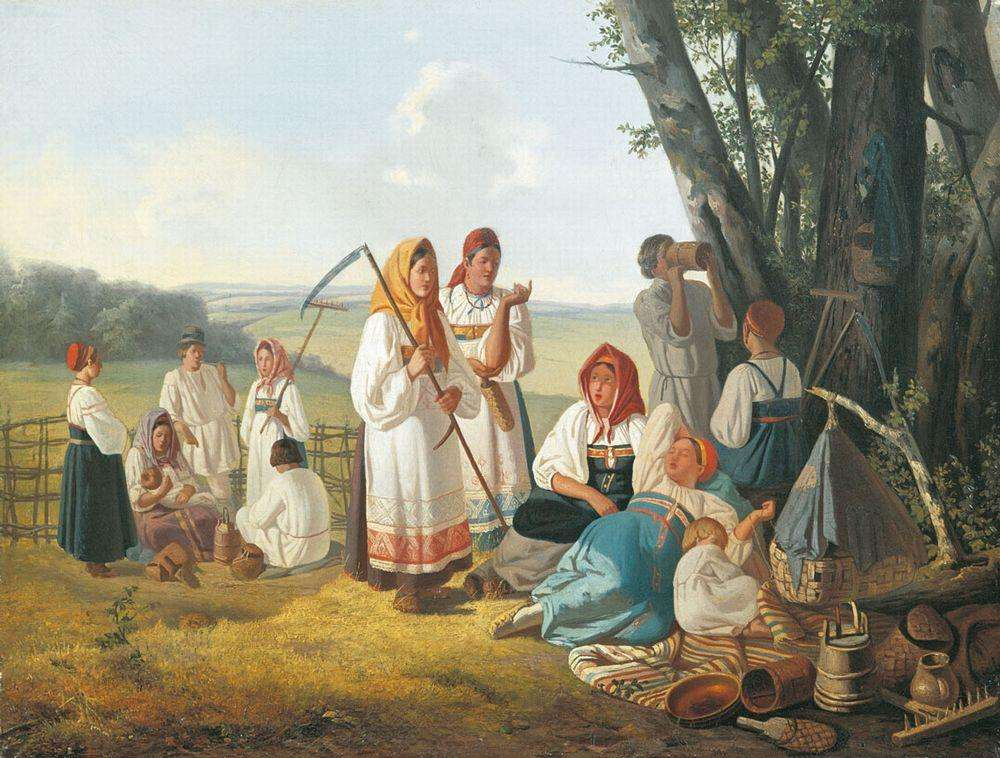
Отдых на сенокосе, 1840-е
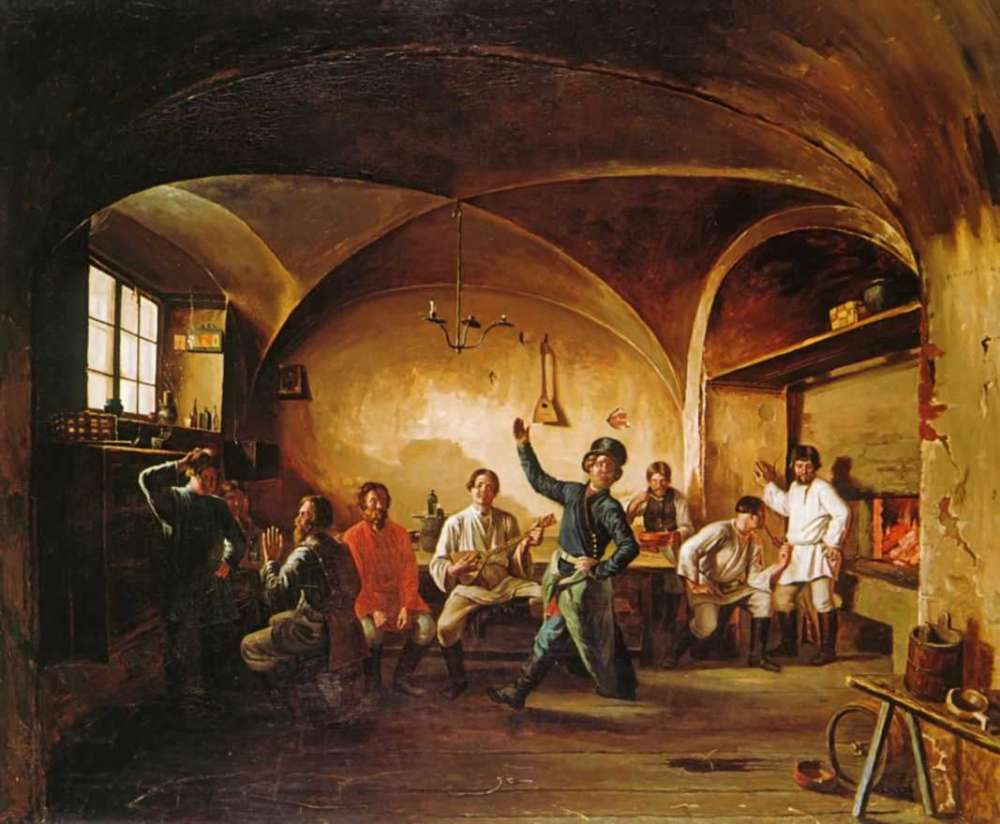
Пирушка водовозов, 1833